# 李澤 (嘉靖進士)
李澤（1525年—？），字文孚，號咸山，福建泉州府晉江縣人，民籍，明朝政治人物。

## 生平
嘉靖三十七年（1558年）戊午科福建鄉試第五十四名舉人。嘉靖四十四年（1565年）中式乙丑科三甲第一百四十六名進士。通政司观政，本年八月授进贤知县，隆慶二年（1568年）六月升绍兴府同知，四年八月致仕。

## 家族
曾祖李茂廣；祖父李乾亮；父李景富，母曾氏。兄李清、李春、弟李華。